# Monticello Amiata
Monticello Amiata ist eine Fraktion (italienisch frazione) der Gemeinde Cinigiano in der Provinz Grosseto, Region Toskana in Italien.

## Geografie
Monticello Amiata liegt ca. 7 km östlich von Cinigiano, ca. 33 km nordöstlich der Provinzhauptstadt Grosseto und ca. 100 km südlich der Regionshauptstadt Florenz. Siena liegt ca. 50 km nördlich, die Landeshauptstadt Rom ca. 140 km südöstlich. 
Der Ort liegt im Val d’Orcia an der Straße von Cinigiano nach Arcidosso auf 734 m s.l.m. und hatte 2001 ca. 425 Einwohner. Das wichtigste Gewässer in Ortsnähe ist der Zancona, der ca. 1 km östlich fließt. Die Kirchen des Ortes gehören zum Erzbistum Siena-Colle di Val d’Elsa-Montalcino.

## Geschichte
Erstmals dokumentiert wurde der Ort 860 von dem Kloster San Salvatore di Monte Amiata. Weitere Dokumente nennen den Ort unter dem Namen Montepinzutolo am 5. April 1027 in einem Dokument von Konrad dem Älteren, dass an das Kloster San Salvatore di Monte Amiata gerichtet war. 1170 wurde der Ort von Friedrich I. (Barbarossa) als Lehen an die Herren von Tintinnano aus Rocca d’Orcia gegeben. Danach gehörte der Ort teilweise zu den Aldobrandeschi und der Republik Siena. Der unter Montepinzutolo bekannte Ort brannte 1240 nieder, danach wurde der Ort wieder von den Bewohnern als Monticello aufgebaut. Aus dieser Zeit stammt die Kirche San Michele Arcangelo, zudem gab der Ort sich 1261 seine Statuten. Am Anfang des 14. Jahrhunderts stellt sich der Ort unter den Schutz von Siena. Seit 1413 hatte ein Podestà aus Siena einen Sitz im Ort. Die Statuten von 1261 wurden 1551 erneuert. Nach der Niederlage der Republik Siena 1555 gegen Florenz gelangte der Ort 1559 in das  Großherzogtum Toskana der Medici.

## Sehenswürdigkeiten

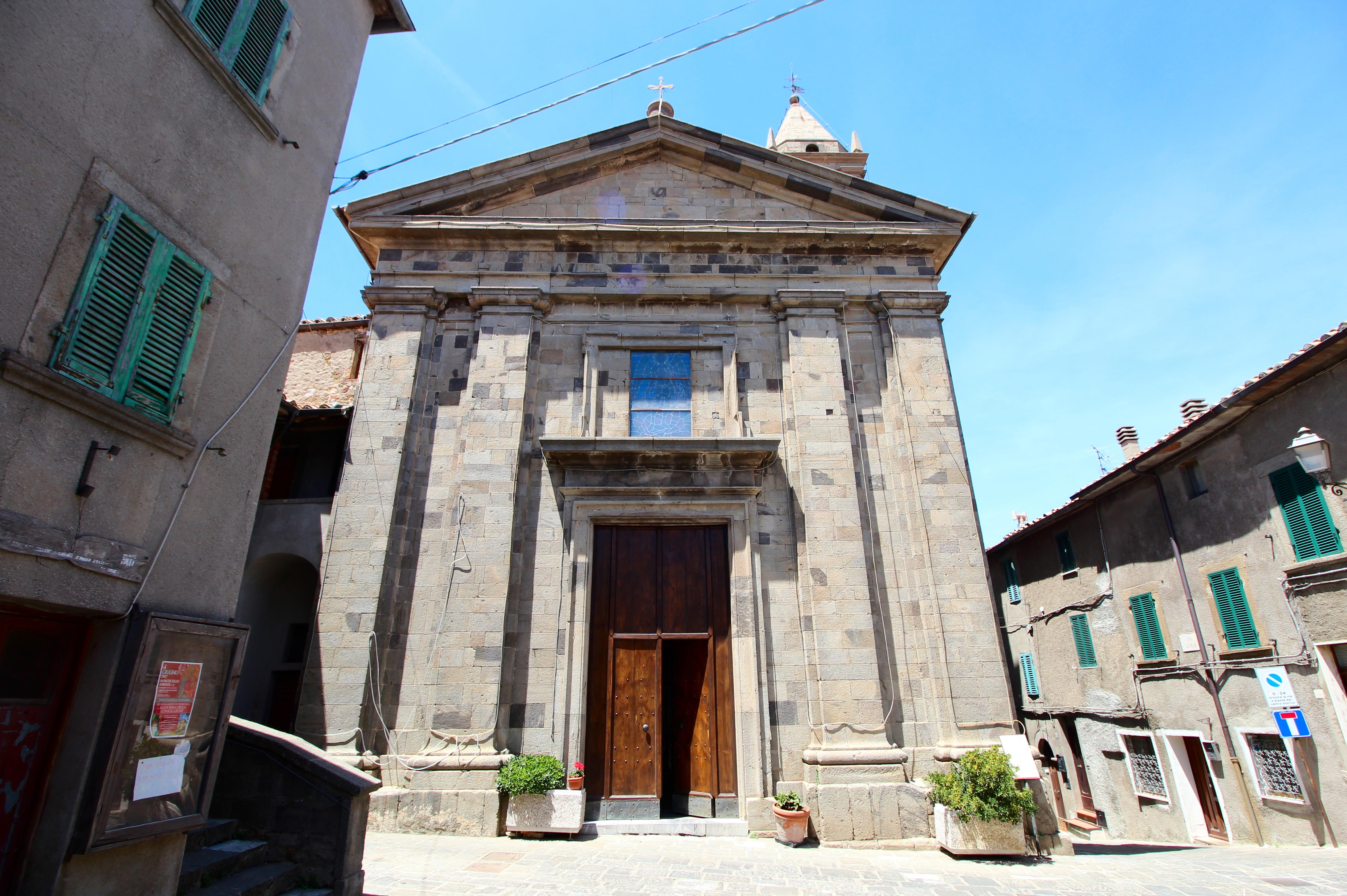
Die Kirche San Michele Arcangelo im Ortskern

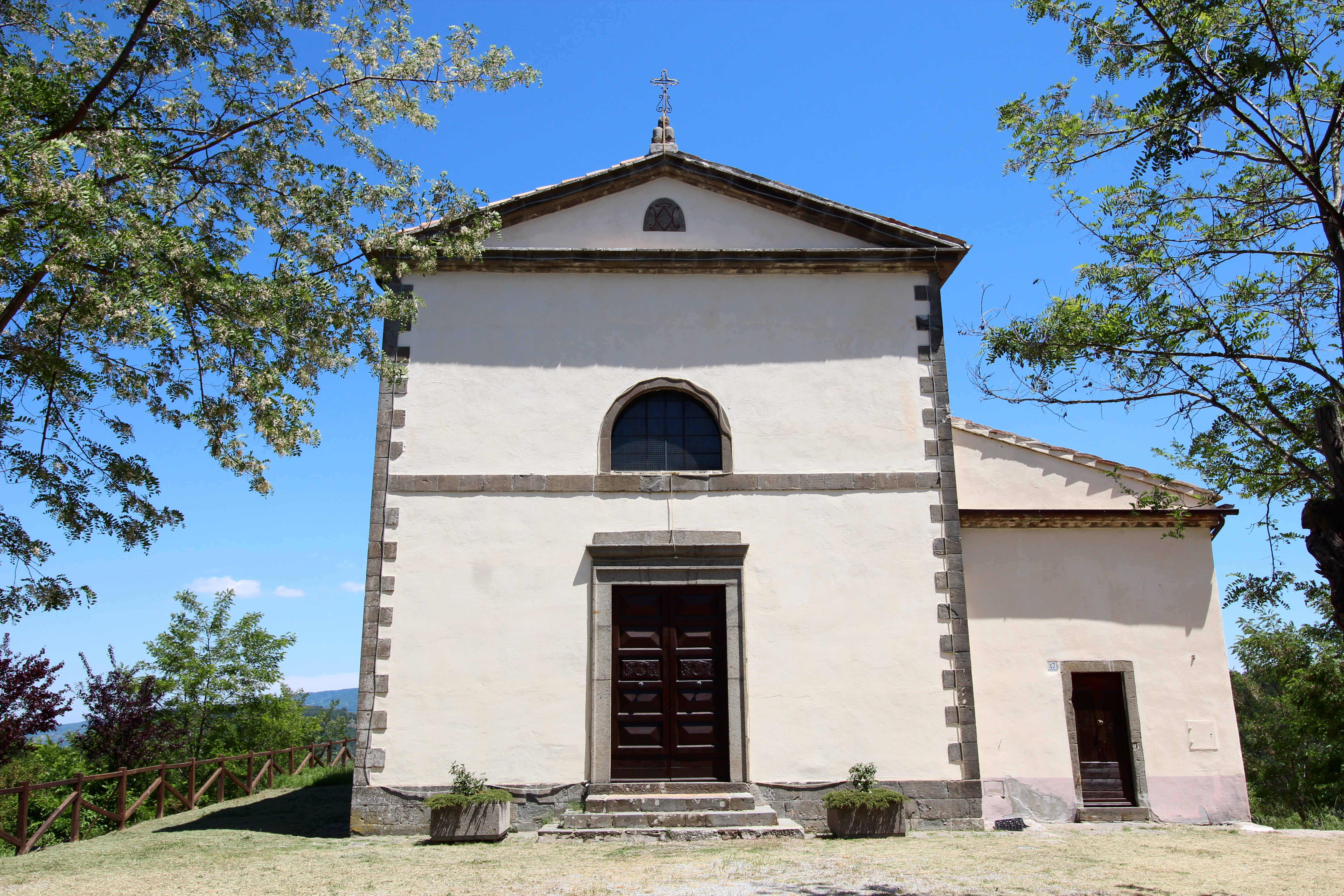
Das Sanktuarium Madonna di Val di Prata

- San Michele Arcangelo, Kirche im Ortskern aus dem 13. Jahrhundert. Wurde 1815 bis 1832 durch den Architekten Paglierini restauriert und umgestaltet. Enthält Werke von Rutilio Manetti (San Carlo Borromeo in preghiera, Leinwandgemälde, 1600 entstanden, erster Altar rechts) und Bartolomeo Neroni (Il Riccio genannt, Madonna col Bambino in trono contornata da angeli ed adorata dai Santi Lorenzo ed Antonio abate, Tafelgemälde, um 1535 entstanden).[5] Der Hauptaltar enthält zwei Holzfiguren aus dem 18. Jahrhundert, San Sebastiano und San Michele Arcangelo.[4]
- Casa museo di Monticello Amiata, ethnographisches Museum im Ortskern (Via Grande).[6]
- Stadtmauern und die beiden Stadttore
  - Porta San Francesco[5] (auch Porta Piccina), nördliches Stadttor.[3]
  - Porta Monticelli (auch Porta Grande), südliches Stadttor.[3]
- San Sebastiano (Oratorio della Compagnia di San Sebastiano), Kirche kurz außerhalb des Ortskerns aus dem 16. Jahrhundert. Enthält von Domenico Manetti das Gemälde Madonna col Bambino in gloria con San Nicola da Tolentino e Sant’Agostino (um 1650 entstanden).[5]
- Santuario della Madonna di Val di Prata, Sanktuarium kurz außerhalb des Ortskerns an der Straße nach Arcidosso. Wurde erstmals 1228 als Kirche erwähnt und wurde im 15. Jahrhundert zum Sanktuarium. Enthält das Gemälde Madonna col Bambino (auch della Consolazione, 15. Jahrhundert). Das Sanktuarium wurde von 1847 bis 1863 restauriert.[7]
- Cappella della Madonna del Lampino (früher auch Gran Pino), Kapelle bei der Località Ripe. Entstand im 16. Jahrhundert und enthält das Fresko Madonna col Bambino con i Santi Michele arcangelo e Pietro apostolo. Das Fresko entstand im 16. Jahrhundert und wurde im 20. Jahrhundert restauriert.[5]
- Riserva naturale Poggio all’Olmo, Naturpark südlich von Monticello Amiata.[8]

## Bilder

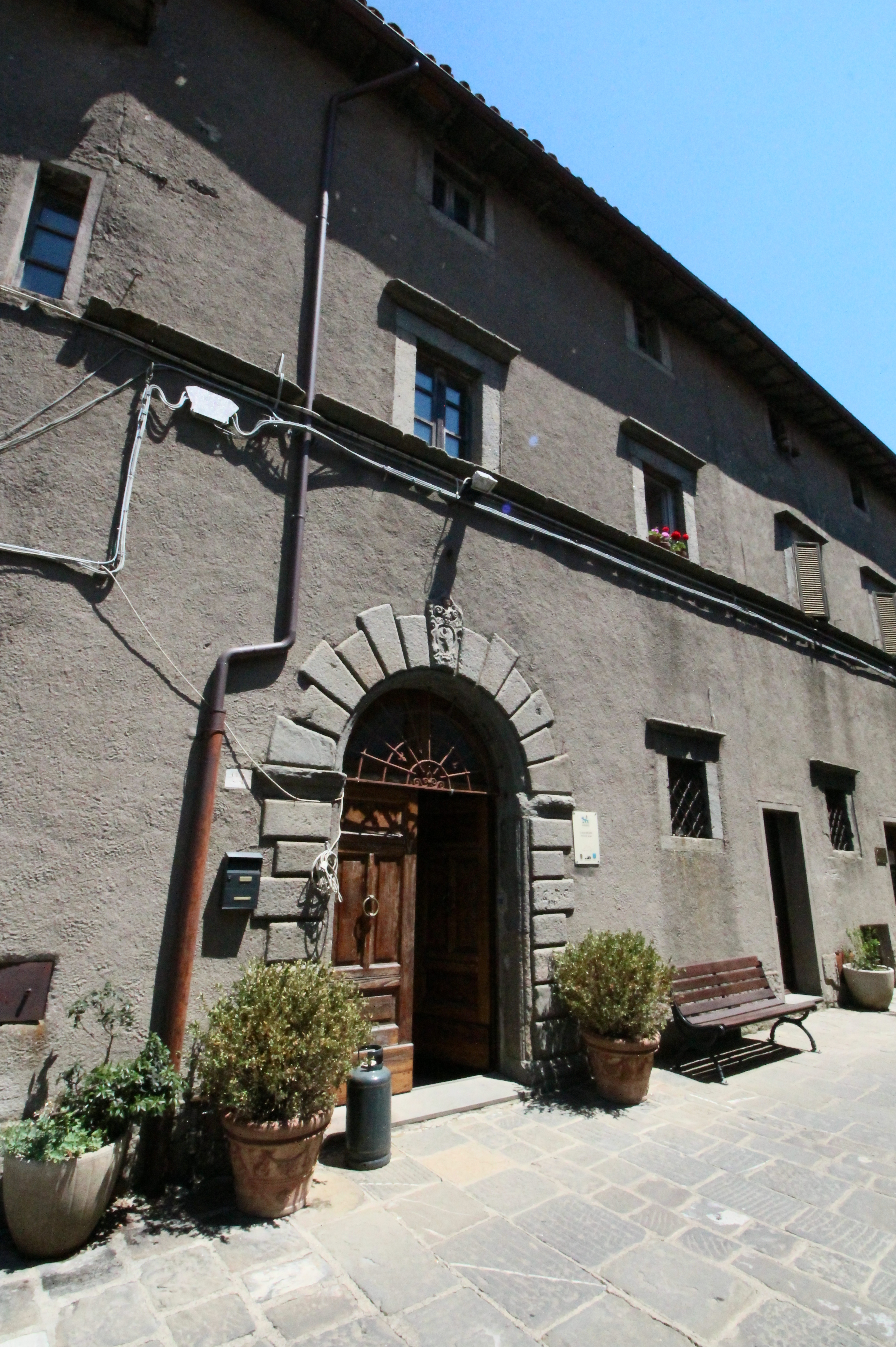
Museum Casa Museo di Monticello Amiata.
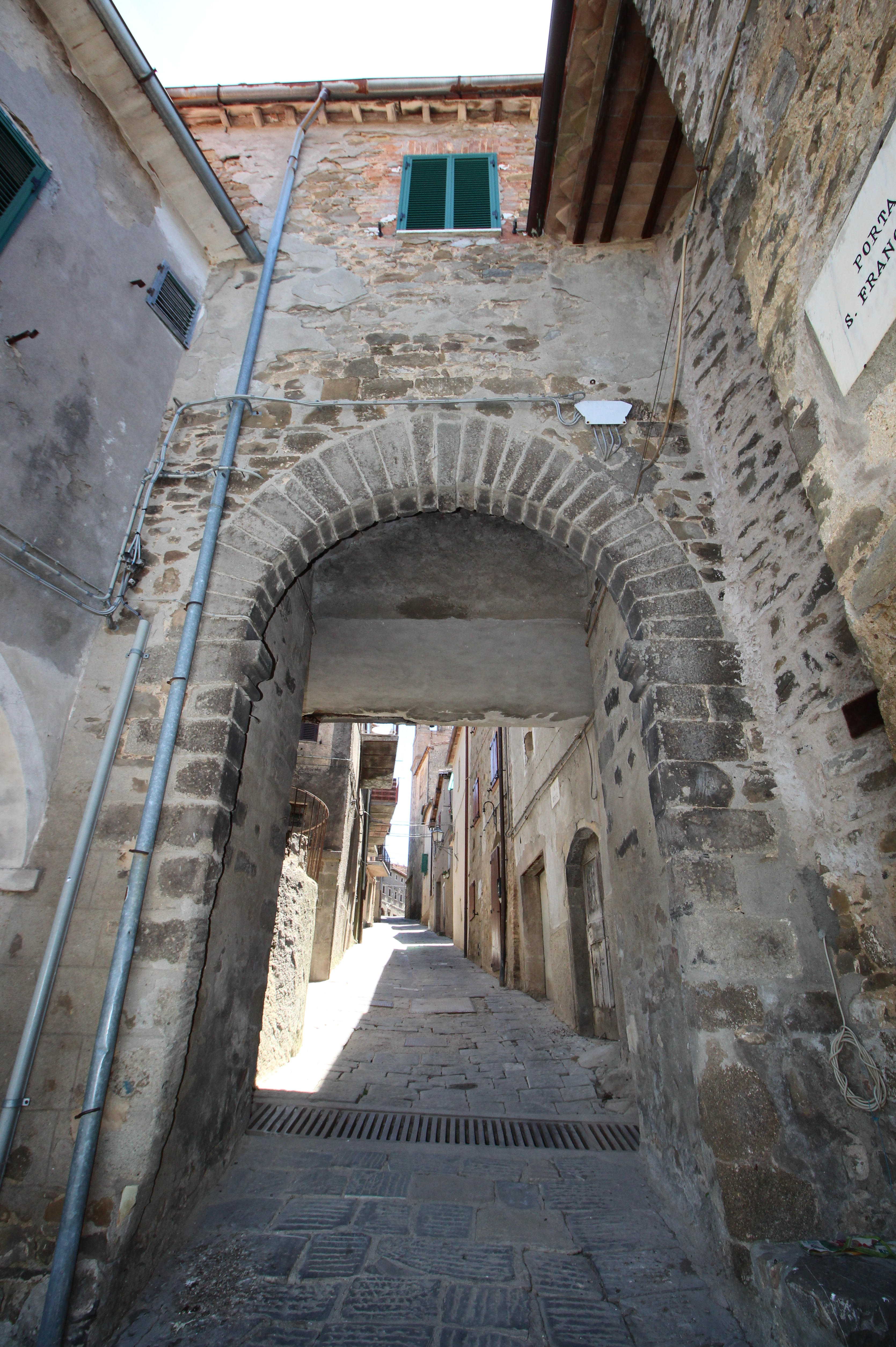
Das nördliche Zugangstor der Befestigungsanlage (Porta San Francesco).
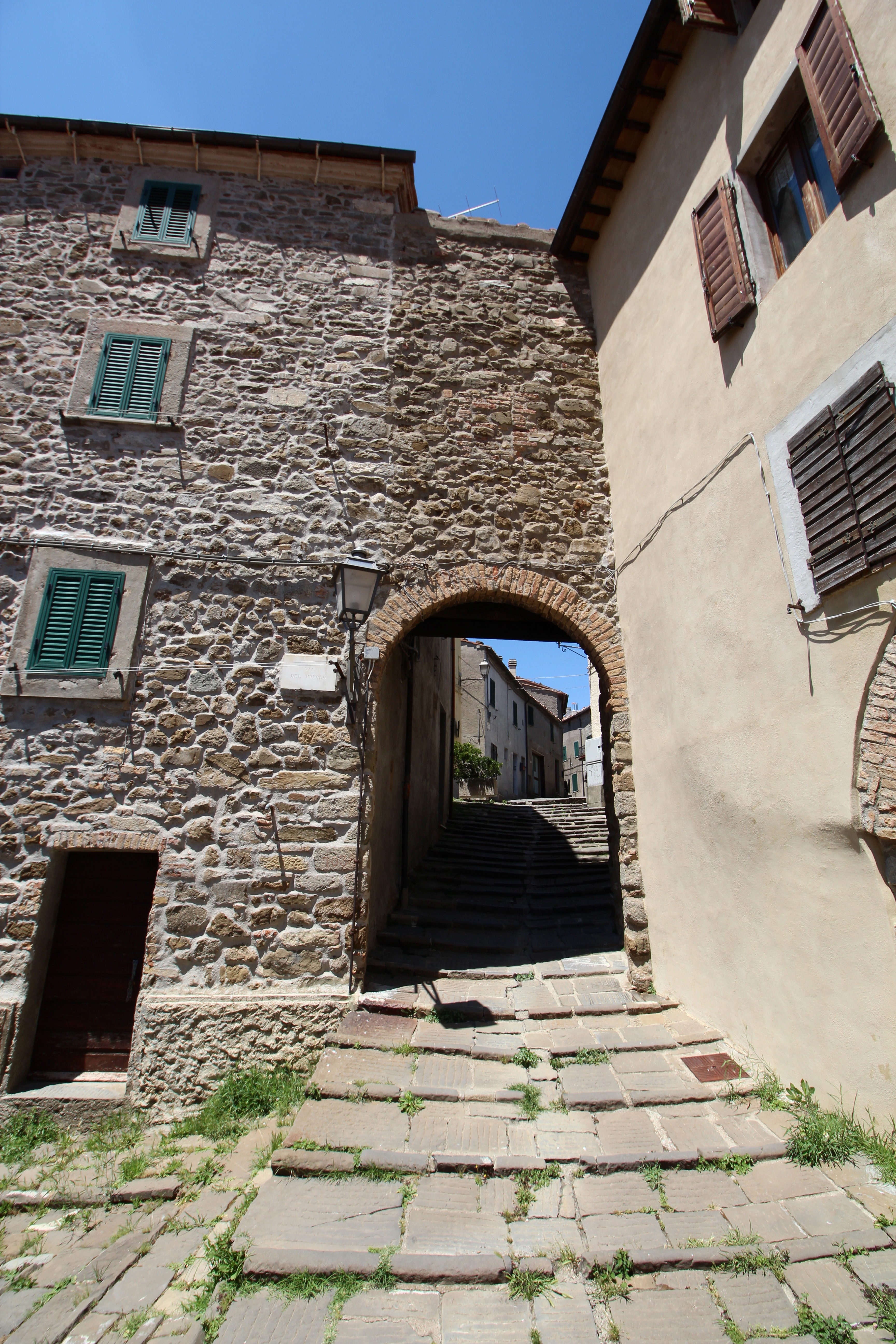
Das südliche Zugangstor der Befestigungsanlage (Porta Monticelli).
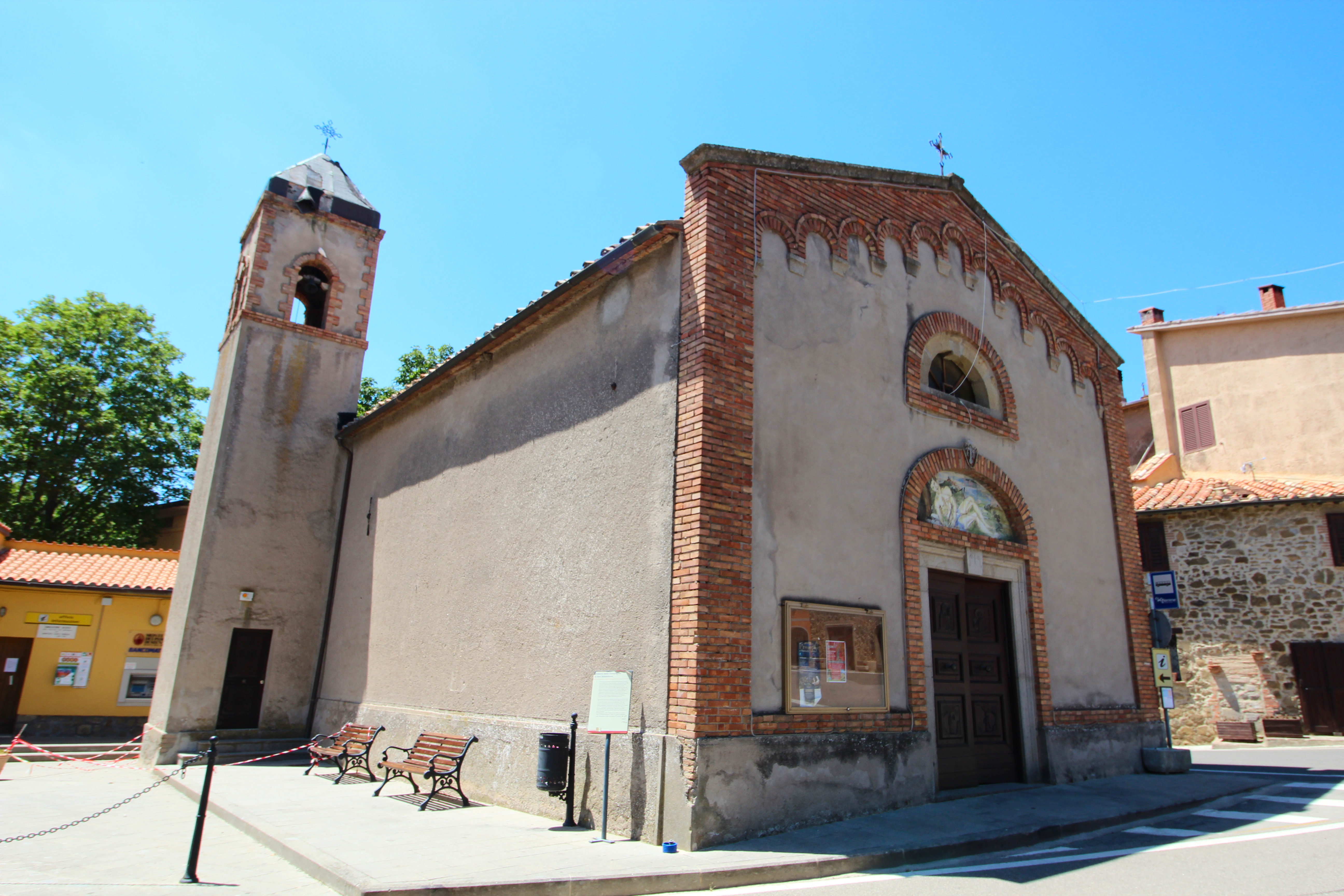
Oratorio della Compagnia di San Sebastiano.